# Myodocarpaceae
Myodocarpaceae é o nome botânico de uma família de plantas dicotiledóneas.
No sistema de Cronquist esta família não existe: as plantas em causa eram incluidas na família Araliaceae.
No sistema APG II, esta família é composta por dois géneros:
- Delarbrea
- Myodocarpus